# Parapercis flavolineata
Parapercis flavolineata és una espècie de peix de la família dels pingüipèdids i de l'ordre dels perciformes.

## Etimologia
El seu nom específic, flavolineata, prové del llatí i fa referència a la línia mitjana lateral de color groc que té al cos.

## Descripció
Fa 8,5 cm de llargària màxima. En vida presenta una coloració de blanquinosa a blanc rosat; les vores de les escates de marró a marró vermellós; 10 franges marrons al cos (la primera al clatell i la darrera i més ampla al peduncle caudal); 1 línia irregular i mediolateral de color groc des de la vora del preopercle fins a la base de l'aleta caudal; el cap de color rosa (esdevenint rogenc fosc a la part superior del musell), amb una banda taronja, obliqua i estreta a sota dels ulls, i un arc de petits punts de color marró fosc des de l'occípit fins a l'opercle; llavis de color rosa (el superior amb una gran taca vermella); diverses fileres de petits punts vermellosos i blanquinosos a la part tova de l'aleta dorsal; la part basal de l'aleta anal blanca; la part central de la caudal amb punts vermellosos; les aletes pectorals transparents i amb radis de color rosa pàl·lid; i les aletes pelvianes blanques. 5 espines i 21 radis tous a l'aleta dorsal i 1 espina i 17 radis tous a l'anal. 17 radis pectorals. La quarta espina de l'aleta dorsal és la més allargada del conjunt. Aleta caudal truncada, esdevenint lleugerament arrodonida a la meitat ventral. Aletes pelvianes tot just arribant a l'anus. 55 escates a la línia lateral. 4 + 10 branquiespines. Mandíbula inferior sortint. 3 parells de dents canines. Absència de dents palatines. 30 vèrtebres. Marge del preopercle no dentat.

## Hàbitat i distribució geogràfica
És un peix marí, bentopelàgic (fins als 34 m de fondària) i de clima tropical, el qual viu al Pacífic occidental: Indonèsia (Bali i el nord de Sulawesi).

## Observacions
És inofensiu per als humans.